# جاگر لیکولتر
یگر-لوکولتر (فرانسوی: Jaeger-LeCoultre: ژژه لوکولتر‎) یک تولیدکننده ساعت و ساعت لوکس سوئیسی است که توسط آنتوان لوکولتر در سال ۱۸۳۳ تأسیس شد و در لو-سانتیه سوئیس مستقر است. از سال ۲۰۰۰، این شرکت عضوی از گروه ساعت‌سازی لوکس سوئیسی، ریشمون بوده‌ است.